# Aula Regia
Aula Regia var ett representationssal i Domus Flavia, det flaviska palatset, på Palatinen i Rom. Aula Regia, det vill säga ”kungssalen” eller ”tronsalen”, var en del av det gigantiska byggnadskomplexet Domus Augustana och utgjorde kejsarens audienshall. Kejsaren hade sin tron i en absid i södra kortväggen. Väggarna var omkring 30 meter höga och dekorerade med marmor. I åtta nischer stod kolossalstatyer i bekhen-sten från Egypten och mellan dessa kolonner i porfyr, krönta av en detaljerad fris. Två av statyerna föreställde Hercules och Bacchus.

## Bilder
| - Karta över Domus Flavia med Aula Regia, Aula Isiaca och Griparnas hus. |